# Colobus
Genre
Statut CITES
Colobus (du grec kolobos (κολοβος) qui signifie « mutilé ») constitue un genre de mammifères primates de la sous-famille des Colobinae. En français on les appelle, entre autres, colobes noir et blancs ou guérézas. Ils se distinguent par l'absence de pouce, d'où la qualification de "mutilé".

## Liste des espèces
Selon GBIF (3 décembre 2024) :
- Colobus angolensis Sclater, 1860 - Guéréza d'Angola, Colobe d'Angola, Colobe noir-et-blanc d'Angola ou encore Colobe noir-et-blanc angolais[1];
- Colobus caudatus Thomas, 1885
- Colobus guereza Rüppell, 1835 - Guéréza du Kilimandjaro, Colobe à épaules blanches ou encore Colobe guéréza[1];
- Colobus polykomos (Zimmermann, 1780) -  Colobe à longs poils, Colobe à camial,  Colobe noir , Colobe blanc-et-noir d'Afrique occidentale,  Colobe magistrat  [1] ou encore magistrat;
- Colobus satanas Waterhouse, 1838
- Colobus vellerosus (I.Geoffroy Saint-Hilaire, 1834) - Colobe de Geoffroy[4]ou Colobe magistrat [1]

Il existerait aussi un hybride : Colobus vellerosus x angolensis

## Systématique
Le nom valide complet (avec auteur) de ce taxon est Colobus Illiger, 1811.
Colobus a pour synonymes :
- Colobolus Gray, 1821
- Colobos Brookes, 1828
- Guereza Gray, 1870
- Pterycolobus Rochebrune, 1887
- Pterygocolobus Trouessart, 1897
- Stachycolobus Rochebrune, 1887